# Fabian Klingendahl
Fabian Klingendahl, född 5 augusti 1852 i Björneborg, död 16 september 1937 i Helsingfors, var en finländsk industriman. 
Klingendahl grundade 1891 i Tammerfors en yllefabrik (namn från 1935 Klingendahl Oy), med honom som störste aktieägare, verkställande direktör och styrelseordförande. Företaget, som 1959 uppgick i Villayhtymä Oy, hade vid hans frånfälle omkring 1 000 anställda. Han tilldelades kommerseråds titel 1910. Ylleindustrin i den Klingendahlska fabriksfastigheten nedlades 1976.